# German V (patriarcha Konstantynopola)
German, imię świeckie Jeorjos Kawakopulos (ur. 1835 w Konstantynopolu, zm. w grudniu 1920 tamże) – grecki biskup prawosławny, patriarcha Konstantynopola w latach 1913–1918. Ostatni patriarcha Konstantynopola służący w Imperium Osmańskim.

## Życiorys
Ukończył szkołę podstawową w dzielnicy Fanar w Konstantynopolu, następnie zaś uczył się w Jerozolimie w szkole teologicznej Krzyża Świętego. 7 sierpnia 1856 wyjechał do Aten razem z archimandrytą Dionizym (Kleopą), pod kierunkiem którego studiował teologię; Dionizy otrzymał bowiem stanowisko profesora ateńskiego uniwersytetu. Jeorjos Kawakopulos ukończył naukę w jednym z ateńskich gimnazjów. Następnie w latach 1858–1863 uczył się w szkole teologicznej Patriarchatu Konstantynopolitańskiego na Chalki. W roku ukończenia szkoły (uzyskał dyplom z wyróżnieniem) został postrzyżony na mnicha, a następnie wyświęcony na hierodiakona. W 1863 patriarcha konstantynopolitański Sofroniusz III mianował go strażnikiem wrót patriarszej cerkwi, a następnie wielkim eklezjarchą. W 1863 hierodiakon German został wielkim archidiakonem Patriarchatu.
W 1866 otrzymał nominację na metropolitę Kos. Dopiero jednak w roku następnym, 10 marca, został wyświęcony na kapłana, zaś dwa dni później przyjął chirotonię biskupią. W marcu 1874 patriarcha Joachim II wprowadził go do Świętego Synodu Kościoła (pozostawał w nim do 1876) i powierzył mu nadzór nad szkołami prowadzonymi przez Kościół. W 1876 został przeniesiony do metropolii Rodos. W 1886 ponownie wszedł do Świętego Synodu. W końcu tego samego roku, mimo młodego wieku, był jednym z poważnych kandydatów do objęcia urzędu patriarchy Konstantynopola po odejściu Joachima IV, ostatecznie jednak wybrany został metropolita nicejski Dionizy. Nowy patriarcha ponownie wprowadził Germana do Synodu. Następnie biskup został przeniesiony na katedrę Heraklionu.
Był najbliższym współpracownikiem patriarchy Dionizego V, gdy ten domagał się zachowania tradycyjnych przywilejów Kościoła prawosławnego w Imperium Osmańskim. W proteście przeciwko polityce państwa względem Patriarchatu Konstantynopolitańskiego w październiku 1890 Dionizy nakazał zamknięcie wszystkich prawosławnych świątyń w Turcji, co skłoniło władze do ustąpienia i potwierdzenia praw Patriarchatu. W roku następnym Dionizy V zmarł, a metropolita German ponownie był kandydatem na patriarchę, jednak jego nazwisko zostało usunięte z listy potencjalnych patriarchów przez przedstawiciela władz tureckich. German zdołał jednak wpłynąć na końcowy wynik elekcji i wybór mało znanego metropolity nikopolskiego Neofita. W kolejnych latach był przewodniczącym Rady Mieszanej przy Patriarchacie, redaktorem oficjalnego pisma Patriarchatu ᾿Εκκλησιαστική ᾿Αλήθεια oraz przewodniczącym towarzystw nadzorujących szkoły kościelne i drukarnię patriarszą, jak również przewodniczącym komisji ds. majątku biskupiego i komisji gospodarczej. Podczas sprawowania urzędu przez Neofita VIII faktycznie to German zarządzał Kościołem, a po jego odejściu z urzędu w 1894 faktycznie zdecydował o wyborze Antyma VII. Gorzej układały się jego relacje z kolejnym patriarchą Konstantynem V, który nie powołał go do Świętego Synodu i przeniósł na katedrę chalcedońską.
W 1913 German został wybrany na patriarchę Konstantynopola, uzyskując 47 głosów. 5 lutego tego samego roku odbyła się jego intronizacja na tron patriarszy. W okresie sprawowania przez niego urzędu patriarchy nie dochodziło do poważniejszych konfliktów między Patriarchatem a władzami świeckimi. Jednym z istotniejszych wydarzeń tego okresu był konflikt między mnichami Athosu na tle pojawienia się w rosyjskim monasterze św. Pantelejmona herezji imiesławia.
German V odszedł z urzędu w 1918, po tym, gdy podczas odprawianej przez niego Świętej Liturgii w katedrze św. Jerzego grupa wiernych zaczęła głośno domagać się jego ustąpienia. Ostatnie dwa lata życia przeżył w Chalcedonie. Został pochowany w tamtejszej cerkwi Trójcy Świętej, którą zbudował jako metropolita chalcedoński.